# Милош Весин
Милош М. Весин (Нови Сад, 25. фебруар 1956) умировљени је парох јужночикашки и професор на Богословском факултету Српске православне цркве у Либертивилу.

## Биографија
Завршио је Карловачку Богословију и Богословски факултет у Београду. Студије психологије, студије музике (одсек соло-певање и дириговање) и пост-дипломске студије из теологије завршио је у Луцерну (Швајцарска).
Први је диригент свештеничког хора Епархије шумадијске “Свети Сава”. Усавршавао је музику и психологију у Лозани, Паризу и Кембриџу. Докторирао је психологију у Лондону. Предавач на многим црквеним трибинама и универзитетима широм Америке, Канаде и Европе.
Бави се пастирском психологијом и службује у  Чикагу. 
Два пута годишње у мају и новембру долази у Београд где организује јавна предавања, где са православног гледишта говори о духовном животу савременог човека, по чему је постао познат међу Србима у свету.
Докторска дисертација Саветодавна психологија и Света тајна исповести на раскршћу између патолошког и здравог осећаја кривице, настала је након вишегодишњих истраживања (од испитаника из Србије до испитаника Источне и Западне Америке, све до православних земаља Африке) и потврдила је ауторову почетну тезу о распрострањености доживљаја греха, кривице, стида, кајања код људи.

## Дела
- Религијска музика и васпитање // Теолошки погледи. - ISSN 0497-2597. - 14, 1-3 (1981). стр. 107-117.
- Има Бога бака није лагала : (зрнца свакодневнице у вечности и назад). - Крагујевац : Каленић, 1985. - 80 стр. ; 20 cm
- Исто. – 2- изд., 1987
- Уз рубрику "Свет младих" // Беседа. - ISSN 0354-1231. - 1, 1 (1989). стр. 9-10.
- Добре воље, изгледа, ипак има! // Беседа. - ISSN 0354-1231. - 1, 3 (1989). стр. 1.
- Крштење - непрекидна младост цркве // Беседа. - ISSN 0354-1231. - 1, 3 (1989). стр. 9-10.
- Видовданске поуке // Беседа. - ISSN 0354-1231. - 1, 4 (1989). стр. 1-2.
- "Ево ја све чиним ново" // Беседа. - ISSN 0354-1231. - 1, 4 (1989). стр. 2-3.
- Косовска игра // Беседа. - ISSN 0354-1231. - 1, 4 (1989). стр. 8-9.
- Вести из Епархије // Беседа. - ISSN 0354-1231. - 1, 4 (1989). стр. 14.
- И у Оџацима освећени темељи за нову православну цркву // Беседа. - ISSN 0354-1231. - 1, 5 (1989). стр. 2-3.
- Савремени Божић, или: чудан неки разговор у орману једне бивше комбиноване собе // Беседа. - ISSN 0354-1231. - 1, 6 (1989). стр. 1-3.
- Пост као трајно и упорно Да, а не као слабашно и формално Не! // Беседа. - ISSN 0354-1231. - 2, 1 (1990). стр. 1-2.
- Дуга у пустињи // Освит. - ISSN 0354-0952. - Год. 7, бр. 19 (1997). стр. 75-80.
- Раскршћа кривице : превод докторске дисертације из 2006. године Саветодавна психологија и Света тајна исповести на раскршћу између патолошког и здравог осећаја кривице /[са енглеског превео Огњен Маринковић ; редакција превода Милош М. Весин и Марк Дениелс] ; предговор Владета Јеротић. - Земун : Ризница, 2013 ([Београд] : Радунић). - 442 стр. : граф. прикази, табеле ; 21 cm. - (Библиотека Православна психологија / Ризница ; књ. 5)
- Исто. – 2014.
- Драги моји парохијани. - Београд : Издавачка фондација Архиепископије београдско-карловачке Српске православне цркве, 2015 (Београд : Штампарија Издавачке фондације Архиепископије београдско-карловачке). - 256 стр. ; 23 cm